# Grève du climat (Suisse)
« Grève du climat » redirige ici. Pour les grèves mondiales, voir Grève étudiante pour le climat.
La Grève du Climat (en allemand : Klimastreik, en italien : Sciopero per il Clima), aussi appelée Grève pour le climat, est un mouvement et une organisation active en Suisse qui participe au mouvement international des grèves étudiantes pour le climat depuis 2018 et s'engage dans d'autres formes de lutte écologiste. 

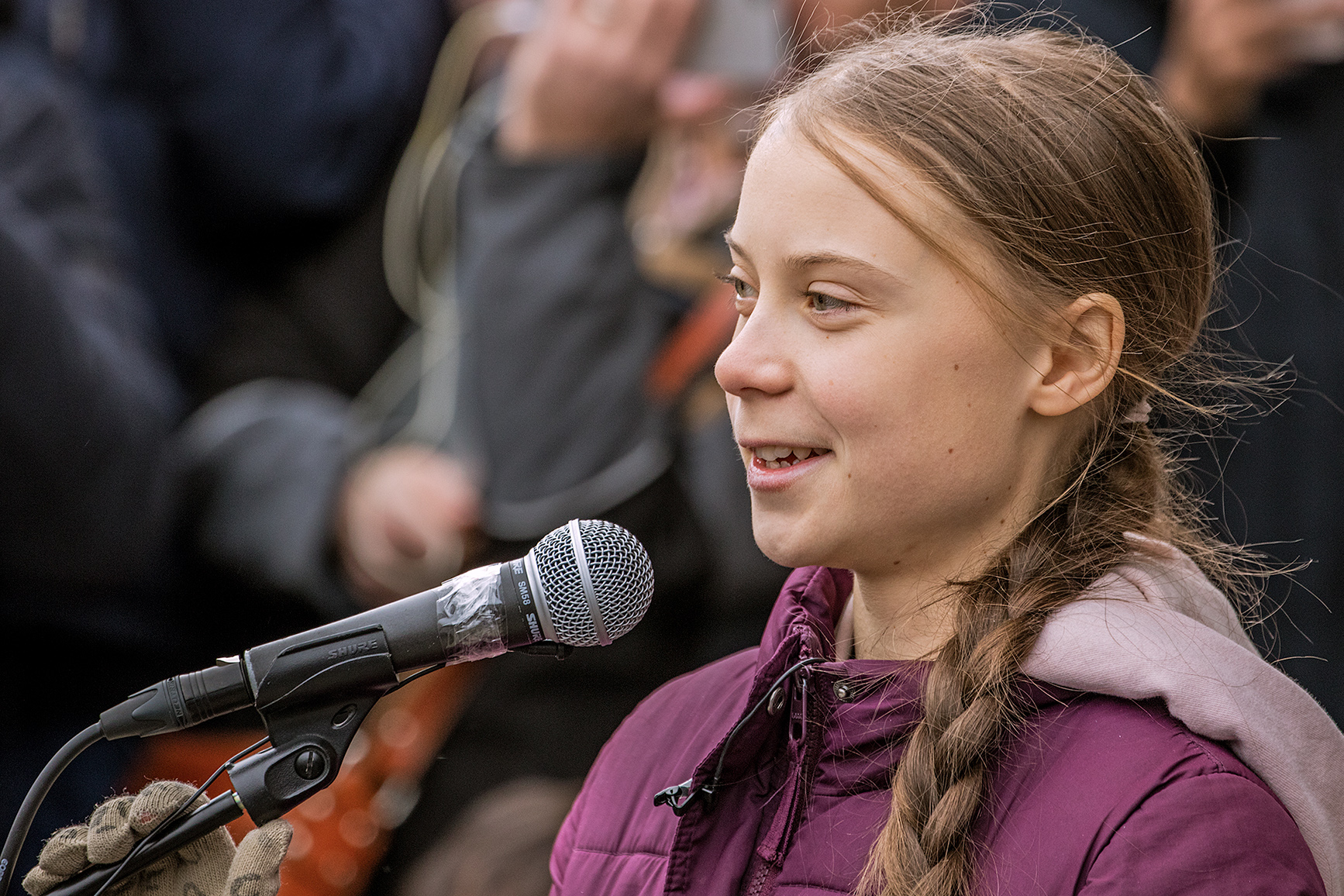
Greta Thunberg lors d'une grève pour le climat à Lausanne le 17 janvier 2020.

## Activités
La Grève du climat a organisé de nombreuses manifestations et grèves étudiantes depuis décembre 2018 en Suisse alémanique et depuis janvier 2019 en Suisse romande et au Tessin. Elle a également soutenu et participé à une manifestation de l'Alliance climatique ayant réuni entre 60 000 et 100 000 personnes à Berne le 28 septembre 2019. Des conférences ou encore des gratiferias sont parfois organisées par les grévistes, à la place des cours.
Dans le canton de Vaud, dans le cadre de l'élection complémentaire au Conseil d'État (gouvernement cantonal) du 9 février 2020, le collectif de la Grève du climat a lancé une candidate tirée au sort de 19 ans (face à la favorite, Christelle Luisier) ; non élue, elle a toutefois obtenu 23 % des voix, résultat élevé décrit comme un important signal politique en faveur d'actions climatiques et écologiques fortes,.
Dans plusieurs cantons, dont celui de Fribourg et de Neuchâtel, des motions populaires ont été déposées. Les motions ayant été traitées par le Grand Conseil neuchâtelois,, et par le Conseil général de la Ville de La Chaux-de-Fonds ont été acceptées.
Des assemblées populaires ont été organisées par le mouvement, notamment le 15 mars 2020. Le mouvement propose en outre diverses mesures, proposées par des groupes cantonaux ou par l'ensemble du mouvement, pour faire face à la crise écologique et sociale, mesures jugées radicales.
Avec le soutien de diverses associations et syndicats, la Grève du climat a lancé le projet de la « Grève pour l'avenir », mouvement visant à organiser des grèves de salariés en vue d'une grève générale. La grande grève prévue le 15 mai 2020 a été reportée à cause de la pandémie de Covid-19. La première grève étudiante après le début de la pandémie a eu lieu le 4 septembre 2020 dans 18 villes suisses.
La Grève du Climat a également soutenu la ZAD de la Colline,.

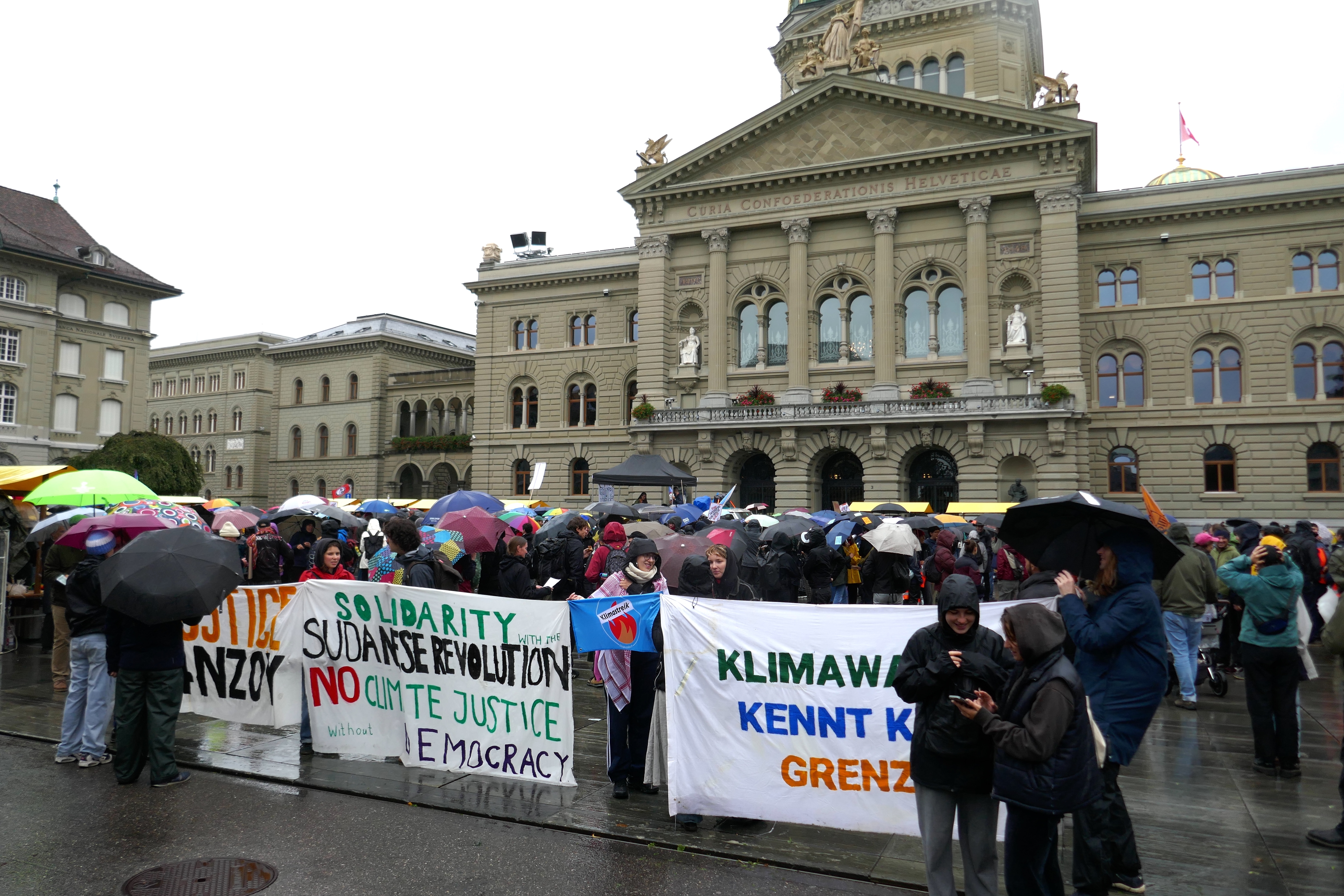
Des militants de la Grève du Climat ont participé à la manifestation Entre nous pas de frontières le 28 septembre 2024 à Berne.

La Grève du Climat a soutenu et participé à diverses mobilisations organisées par d'autres collectifs, comme une marche pour le climat à Lausanne le 3 septembre 2022 ou une mobilisation contre la Journée des Banquiers le 15 septembre 2022 à Neuchâtel,. À l'occasion de la journée de grèves étudiantes internationale du 23 septembre 2022, sept manifestations ont été organisées à Zurich, Bâle, Winterthour, Berne, Baden, Saint-Gall et Lucerne.
En mai 2020, les groupes vaudois et genevois de la Grève du Climat ont publié une lettre ouverte appelant au boycott de l'armée et à ne pas effectuer son service militaire ni payer la taxe militaire. En raison d'une plainte déposée par Jean-Luc Addor, trois militants de la Grève du Climat Vaud ont été perquisitionnés par la police vaudoise et la police fédérale. Les personnes accusées ont été acquittées par le Tribunal pénal fédéral en juillet 2023.
La Grève du Climat a organisé des mobilisations et soutenu un recours contre une centrale de production électrique de réserve, alimentée avec du pétrole ou du gaz. En février 2024, le Tribunal administratif fédéral a estimé que le projet, sis à Birr, ne remplissait pas les conditions légales.

### Semaine «Debout pour le changement»

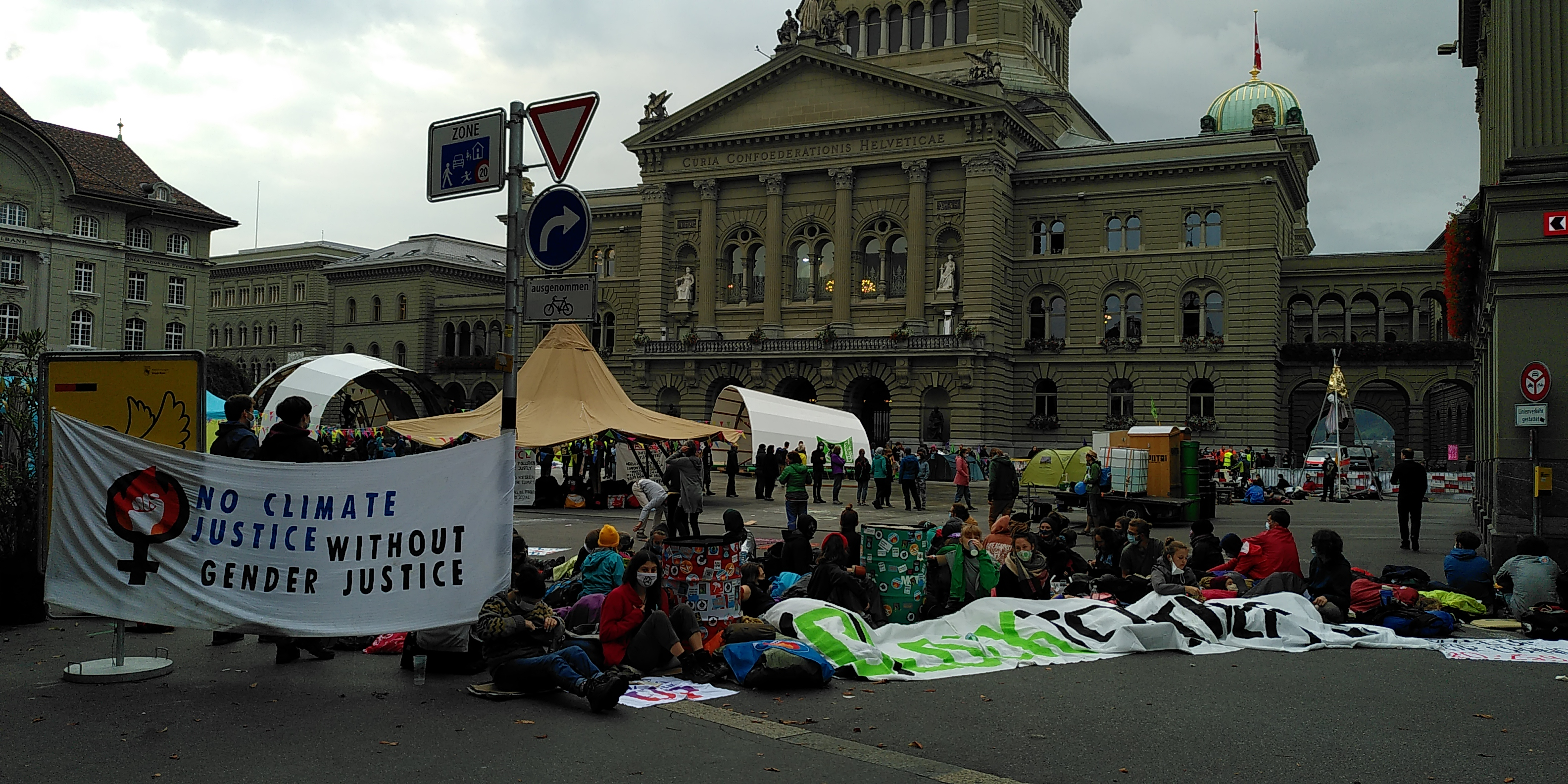
En septembre 2020, des militants pour le climat ont campé devant le Palais fédéral la semaine où la loi sur le a été adoptée.

Le mouvement mène par ailleurs des actions de désobéissance civile, en particulier en septembre 2020 à Berne. La semaine « Debout pour le changement » (Rise up for change) a été organisée par le collectif Grève du climat, avec Extinction Rebellion, Collective Climate Justice, le collectif Break Free et Greenpeace. Par hasard, c'était aussi la même semaine que le deuxième procès des activistes de Lausanne action climat.
Plusieurs centaines de manifestants non violents ont occupé la Place fédérale (devant le Palais fédéral) dès le 21 septembre au matin, avant d'être évacués par la police mercredi matin. Plus de 2 000 personnes ont ensuite participé à une marche pour le climat le 25 septembre. Les grévistes du climat veulent notamment une loi sur le CO2 plus efficace et la neutralité carbone en 2030.

## Prises de position

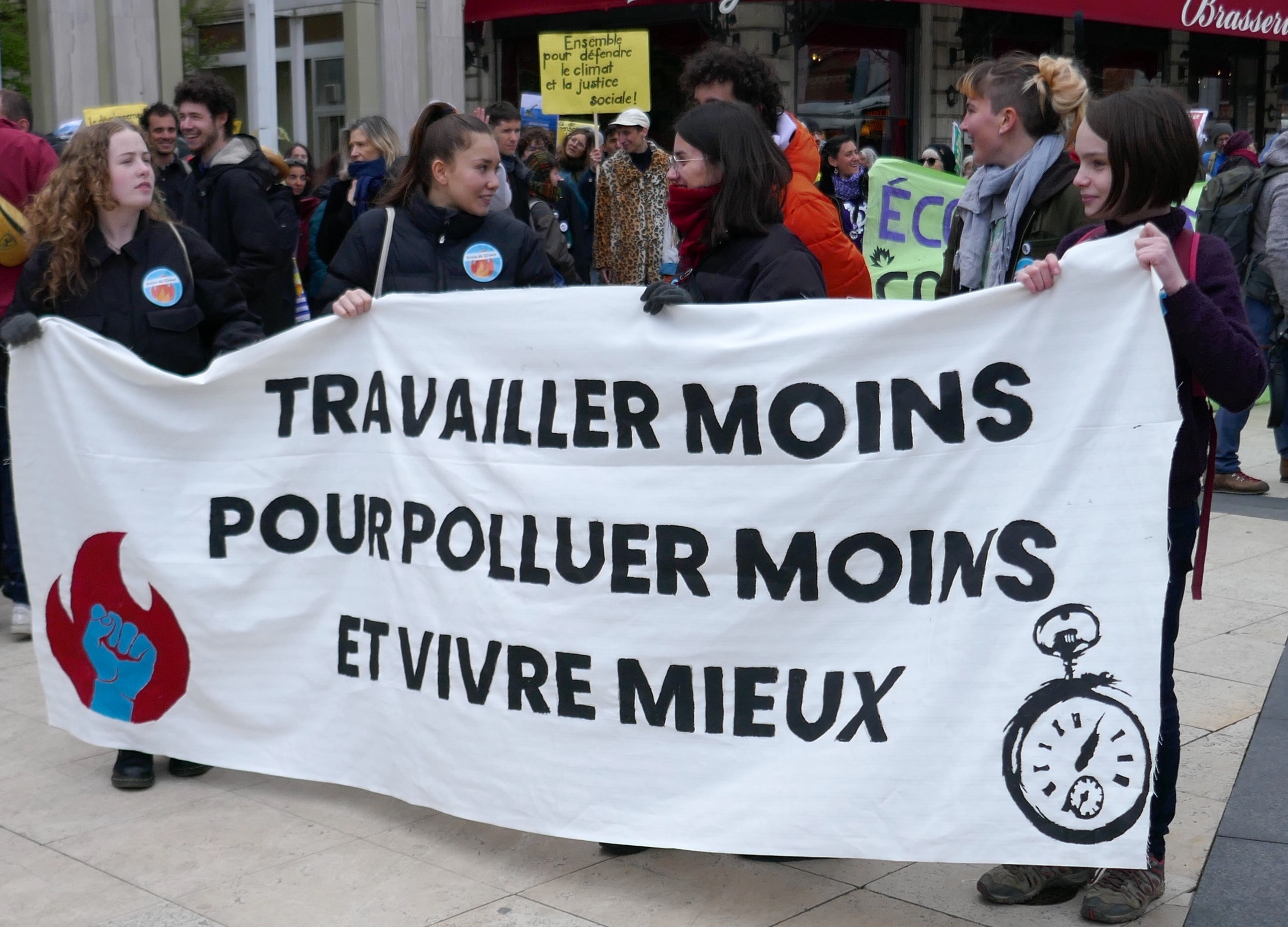
Manifestation de la Grève pour l'Avenir à Genève le 9 avril 2022.

La Grève du Climat défend plusieurs revendications au niveau national, notamment la neutralité carbone d'ici 2030, la justice climatique, la proclamation d'un état d'urgence climatique et un changement de système, ainsi que des revendications adressées à la place financière.
Le mouvement prend régulièrement position sur des sujets soumis au vote. Une partie de la Grève du Climat a ainsi lancé un référendum contre la loi sur le CO2. Le mouvement a également soutenu une initiative fédérale contre l'élevage intensif, combattu une réforme de l'assurance vieillesse et survivants ou encore combattu une loi étendant les pouvoirs de la police fédérale. Des objets cantonaux ont également fait l'objet d'un positionnement de la Grève du Climat, par exemple lorsque le groupe cantonal neuchâtelois du mouvement s'est engagé dans un référendum contre un contournement routier à La Chaux-de-Fonds.
Le mouvement défend une politique industrielle écologique et sociale et, dans ce cadre, demande le maintien de l'aciérie de Gerlafingen et sa socialisation.